# Карбон Хил (Алабама)
Карбон Хил (енгл. Carbon Hill) град је у америчкој савезној држави Алабама. По попису становништва из 2010. у њему је живело 2.021 становника.

## Демографија
Према попису становништва из 2010. у граду је живело 2.021 становника, што је 50 (2,4%) становника мање него 2000. године.
| Група             | 2000.         | 2010.         |
| Белци             | 1.843 (89,0%) | 1.802 (89,2%) |
| Афроамериканци    | 181 (8,7%)    | 165 (8,2%)    |
| Азијати           | 0 (0,0%)      | 3 (0,1%)      |
| Хиспаноамериканци | 21 (1,0%)     | 24 (1,2%)     |
| Укупно            | 2.071         | 2.021         |